# Salvatore Taglioni

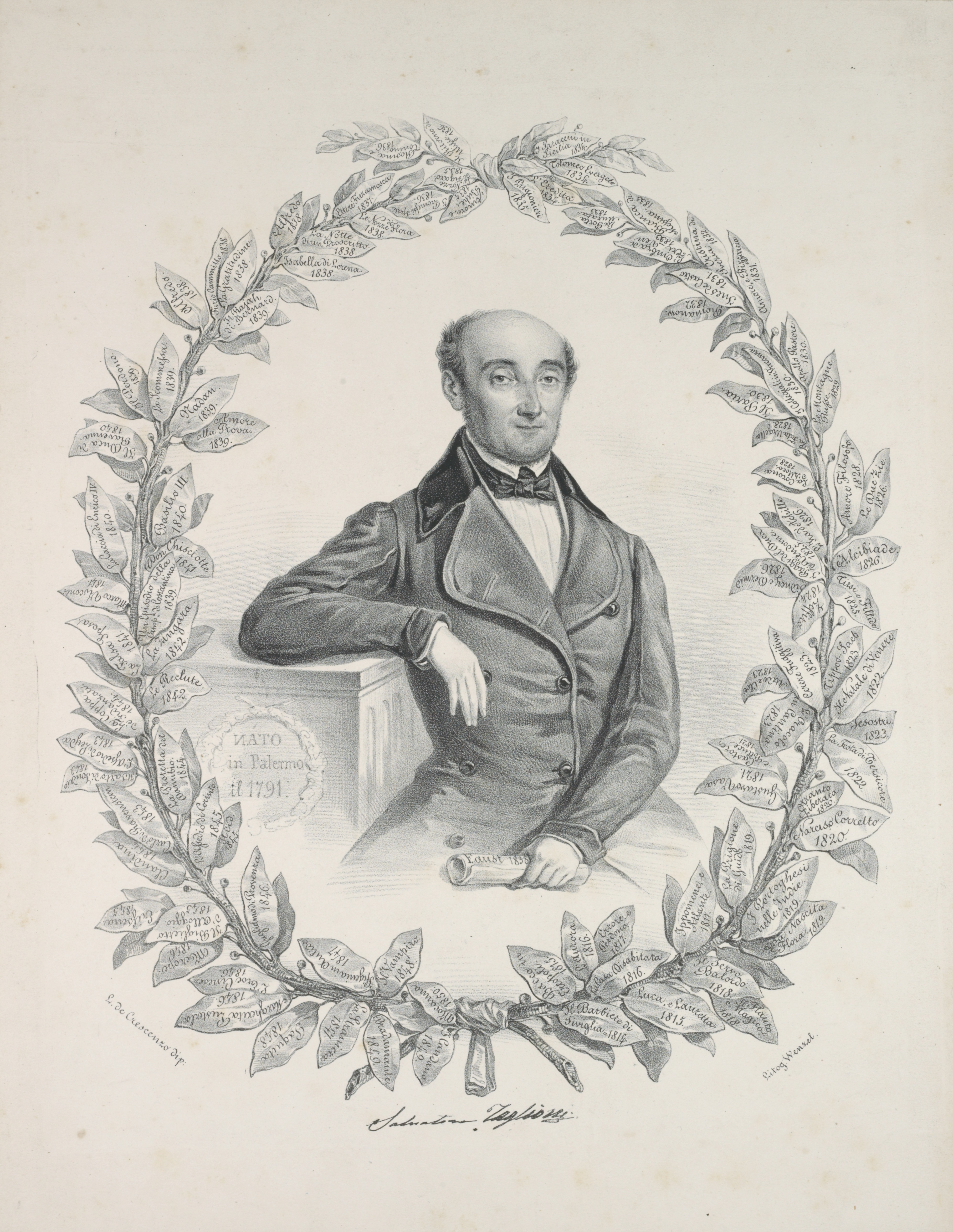
Salvatore Taglioni, 1856

Salvatore Taglioni (* 1789 in Palermo; † 1868 in Neapel) war ein italienischer Ballett-Tänzer und Choreograf.

## Leben
Er stammte aus einer berühmten Familie von Tänzern. Seine Eltern waren Carlo Taglioni und Maria Petrocchi (ca. 1752–1830) und auch seine Schwestern Giuseppa und Luigia waren Tänzerinnen. Salvatore war außerdem der jüngere Bruder des international berühmten Filippo Taglioni und Onkel von Marie und Paul Taglioni.
Salvatore erhielt seine Ausbildung von seinem Vater Carlo und bei Jean-François Coulon in Paris und begann seine Karriere in Bordeaux und Lyon. Dort heiratete er die Tänzerin Adélaïde Perraud (oder Perrault; 1788 in Lyon – 2. November 1858 in Neapel), mit der er gemeinsam auftrat. Die beiden waren ein bekanntes Tänzerpaar. Ihre gemeinsame Tochter Luigia oder Louise (1823–1893) wurde ebenfalls eine bekannte Ballerina, und der Sohn Ferdinando Taglioni (1810–ca. 1874) war Komponist.
1808 begab sich Salvatore nach Neapel, wo er in Balletten des dort wirkenden Ballettmeisters Louis Henry tanzte. Zusammen mit Henry gründete Salvatore Taglioni 1812 die königliche Ballettschule am Teatro di San Carlo, die bis 1840 bestand und sich auf den französischen Stil berief.
1826–27 ging er mit seiner Frau nach Wien, wo sie an der Hofoper auftraten.

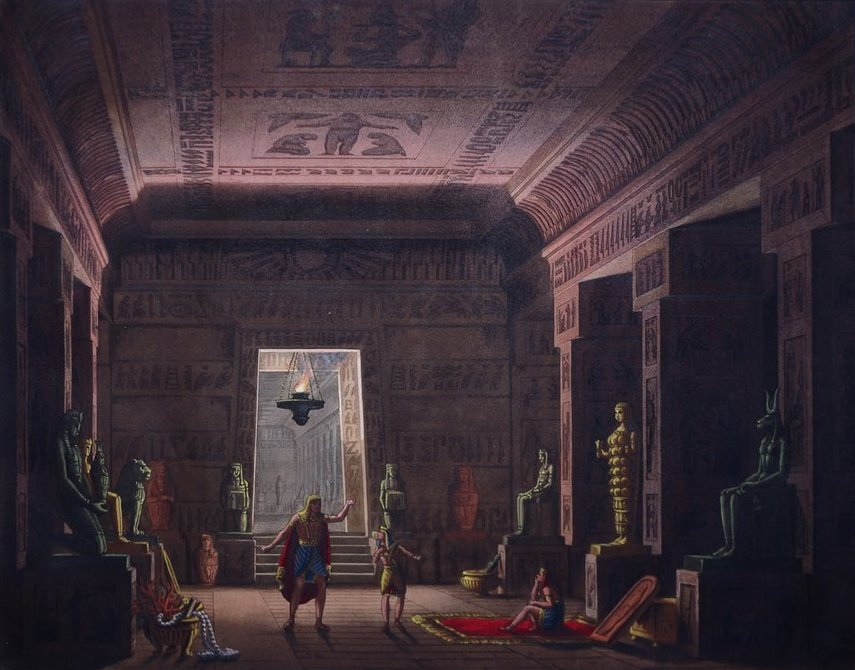
Bühnenbild von Alessandro Sanquirico zu Salvatore Taglionis „altägyptisches“ Ballett Sesostri (Teatro alla Scala, Mailand, 1824)

Salvatore war ein in ganz Italien bekannter und sehr erfolgreicher Ballettmeister und Choreograf und schuf im Laufe seines Lebens ungefähr 250 Ballette über mythologische, historische und literarische Themen mit tragischem, fantastischem, romantischem oder komischem Inhalt. Nicht selten ließ er sich auch von aktuellen sozialen oder politischen Ereignissen inspirieren. Musikalisch arbeitete er mit Komponisten wie Placido Mandanici und Graf Wenzel Robert von Gallenberg zusammen. Der dänische Ballettmeister August Bournonville, der während seiner Italienreisen offenbar Ballette von Salvatore Taglioni gesehen hatte, hielt ihn für „den feinsten lebenden Schöpfer von Balletten in Italien“.
Die meisten seiner Werke wurden am Teatro San Carlo und am Teatro del Fondo in Neapel uraufgeführt, von Atalanta ed Ippomene (1817) bis zu Il figlio dello Shak (1861).
Zu Salvatore Taglionis erfolgreichsten Werken gehörten: Bianca di Messina (1824), Ettore Fieramosca (1837), Marco Visconti (1841, nach dem Roman von Tommaso Grossi) und Il ritorno di Alfonso d’Aragona dalla guerra d’Otranto („Die Rückkehr des Alfonso d’Aragona aus der Schlacht von Otranto“, 1850), außerdem Furio Camillo, Romanow, Alcibiade, L’ira di Achille, I Promessi Sposi (nach dem Roman von Manzoni), Faust (nach Goethe) und Il Ritorno di Ulisse.
Er arbeitete auch für andere Theater in Italien und brachte beispielsweise an der Mailänder Scala seine Ballette Ines de Castro, ossia Pietro di Portogallo (1827; in Neapel 1831; zur Musik von Placido Mandanici) und L’assedio di Sciraz („Die Belagerung von Schiraz“, 1840) heraus. Am Teatro Regio in Turin wurde 1844 sein Ballett Le avventure di Don Chisciotte („Die Abenteuer des Don Quichotte“) uraufgeführt.
Salvatore Taglioni soll bei Ausbruch der 1848er Revolution in Neapel aufgrund eines Missverständnisses verhaftet und kurzerhand zum Tode durch Erschießen verurteilt worden sein; wie durch ein Wunder habe er jedoch die Exekution, bei der er immerhin von 12 Kugeln an Armen und Beinen getroffen wurde, überlebt.
Er starb 1868 in Neapel.

## Einzelanmerkungen
1. 1 2 3 4 5 6 7 8 9 10 11 12 13 14  Elena Cervellati: Salvatore Taglioni. In:  Dizionario Biografico degli Italiani (DBI).
2. ↑  Im Oesterreichischen Musiklexikon „Fernando“.
3. ↑  Christian Fastl: Taglioni, Familie. In: Oesterreichisches Musiklexikon. Online-Ausgabe, Wien 2002 ff., ISBN 3-7001-3077-5; Druckausgabe: Band 5, Verlag der Österreichischen Akademie der Wissenschaften, Wien 2006, ISBN 3-7001-3067-8.
4. ↑  Romanticism: The Taglioni Family, Artikel in: 500 Years of Italian Dance, im Archiv der New York Public Library (NYPL) (englisch; Abruf am 4. Februar 2021)
5. ↑  Beispielsweise Ines de Castro (Mailand 1827/Neapel 1831) und Romanow (Neapel 1832) (Libretti online als Google-Books; Abruf am 4. Februar 2021)
6. ↑  Z.B. bei I Promessi Sposi (Neapel 1836), Faust (1838; mit Mario Aspa) und Furio Camillo (Neapel 1838) (Libretti online als Google-Books; Abruf am 4. Februar 2021)
7. ↑  „...the finest living ballet composer (sic!) in Italy“. In: Romanticism: The Taglioni Family, Artikel in: 500 Years of Italian Dance, im Archiv der New York Public Library (NYPL) (englisch; Abruf am 4. Februar 2021)
8. 1 2  Salvatore Statello: Salvatore Taglioni, un ballerino nato a Palermo, Artikel in: Sicilia Felix (hrsg. v. Rosario Messina) (italienisch; Abruf am 4. Februar 2021)
9. ↑  Constantin von Wurzbach: Taglioni, Salvator. In: Biographisches Lexikon des Kaiserthums Oesterreich. 43. Theil. Kaiserlich-königliche Hof- und Staatsdruckerei, Wien 1881, S. 25 (Digitalisat).

| Personendaten    | Personendaten                           |
| ---------------- | --------------------------------------- |
| NAME             | Taglioni, Salvatore                     |
| ALTERNATIVNAMEN  | Taglioni, Salvator                      |
| KURZBESCHREIBUNG | italienischer Tänzer und Ballettmeister |
| GEBURTSDATUM     | 1789                                    |
| GEBURTSORT       | Palermo                                 |
| STERBEDATUM      | 1868                                    |
| STERBEORT        | Neapel                                  |